# Darkest Minds
Darkest Minds (The Darkest Minds) è un film del 2018 diretto da Jennifer Yuh Nelson.
La pellicola, ambientata in un futuro distopico, è adattamento cinematografico del romanzo omonimo del 2012 scritto da Alexandra Bracken.

## Trama
In un futuro distopico, un'epidemia ha ucciso più del 98% dei bambini ed adolescenti degli Stati Uniti. I pochi sopravvissuti cominciano a sviluppare dei superpoteri e vengono così marchiati come pericolosi dal governo, che inizia a costruire dei "campi di riabilitazione" dove cerca di farli tornare alla normalità attraverso vari esperimenti, dividendoli in classi basate sulle loro abilità, che possono essere Rossi se dotati di pirocinesi, Arancioni se controllano la mente umana, Gialli se dotati di elettrocinesi, Blu se sono dotati di telecinesi o Verdi se sono dotati di un'intelligenza eccezionale.
Ruby Daly, la protagonista, è l'unica bambina sopravvissuta del suo quartiere alla cosiddetta NIAA (Neurodegenerazione Idiopatica Adolescenziale Acuta). I suoi genitori temono per la sua vita e nel tentativo di rassicurarli per errore cancella nel sonno tutti i loro ricordi riguardanti lei. Al risveglio al mattino la madre non la riconosce e spaventata la chiude in garage, chiamando le FSP (Forze Speciali Psi, la forza governativa incaricata di gestire la situazione) per portarla a Thurmond, un campo di riabilitazione in Virginia Occidentale. Qui Ruby si rivela un'Arancione, la classe più pericolosa in grado di controllare le menti e i ricordi altrui, ma utilizzando i suoi poteri riesce a salvarsi convincendo il medico del campo di essere una Verde, dotata di intelligenza prodigiosa.
Sei anni dopo i responsabili del campo scoprono la sua vera natura grazie a un emettitore di frequenze che possono captare solo gli Arancioni; la dottoressa Cate Begbie, che in realtà si chiama Cate Connor ed è una militante della Lega dei Bambini (un'organizzazione che usa i sopravvissuti alla NIAA come soldati) la aiuta a fuggire dal campo donandole un ciondolo che si rivela essere un localizzatore, da attivare in caso di bisogno per permetterle di raggiungerla. Le due si incontrano in un distributore di benzina abbandonato con Rob, un altro militante della Lega. Ruby legge per sbaglio i suoi ricordi e ciò che vede le instilla dei dubbi riguardo all'onestà dei due. Nel retro della stazione incontra una piccola ragazzina chiamata Suzume, in grado di controllare l'elettricità, e volendo scappare la segue. Suzume, detta Zu, le presenta i suoi amici Liam, un Blu con abilità telecinetiche, e Charles detto Ciccio, un Verde. I tre, anche loro appena evasi da un campo, acconsentono a portare Ruby con loro nel viaggio verso East River, un "paradiso sicuro" gestito da un altro Arancione chiamato "Slip Kid". Dopo qualche giorno di viaggio, il gruppo incontra degli altri sopravvissuti, una "tribù" che fornisce loro un indizio su East River, cioè le lettere "EDO". Ciccio intuisce che "EDO" potrebbe significare "540", un canale radio che rivela la posizione dell'accampamento.
I quattro iniziano il loro viaggio verso East River, facendo prima tappa nella città di Ruby per consentirle di ricongiungersi ai suoi genitori; quando arriva a casa però la ragazza si rende conto che, avendo cancellato per errore i loro ricordi, per lei è impossibile tornare alla vita di prima, per cui si riunisce a Liam, Zu e Ciccio. Vengono però sorpresi da Lady Jane, che vuole riconsegnarli nelle mani delle forze governative per riscuotere la taglia: Ruby usa i suoi poteri per costringerla a lasciarli liberi, rivelando così agli altri la sua natura di Arancione e perdendo poi i sensi. Al suo risveglio abbandonano il furgone e riprendono il viaggio; nel frattempo il rapporto fra Ruby e Liam si fa più stretto e intenso, ma la ragazza ha paura di lasciarsi andare per timore di fargli del male e cancellargli la memoria.
Giungono infine all'accampamento, dove scoprono che Slip Kid altri non è che il figlio del presidente, Clancy Gray, primo prigioniero di Thurmond sopravvissuto agli esperimenti qui condotti su di lui nel tentativo di trovare una cura alla loro mutazione e ora leader della comunità. Mentre Liam, Zu e Ciccio cominciano a inserirsi nella comunità svolgendo mansioni diverse, Clancy rivela a Ruby che non esiste in realtà una cura, ma le segregazioni continueranno poiché il padre teme i loro poteri; anch'egli un Arancione, insegna alla ragazza a controllare le sue abilità di controllo della mente, mentre lei gli permette di apprendere come cancellare i ricordi delle persone.
Alla loro ultima sessione di allenamento però Clancy cerca di approfittare dei suoi poteri per baciare Ruby e costringerla a cedere alle sue avances. Sconvolta, la ragazza mostra involontariamente la memoria di quanto accaduto nella mente di Liam, che aveva guardato con sospetto e gelosia il crescente rapporto fra lei e Clancy, e i due decidono di abbandonare il campo. Di notte chiamano Zu e Ciccio per scappare ma vengono circondati e bloccati da soldati dell'FSP: essi sono in realtà agli ordini di Clancy, che ha intenzione di sfruttare i ragazzi dotati di poteri per creare un esercito con il quale creare un nuovo mondo e assumerne il controllo. Mentre soggioga tutti i presenti e alcuni Rossi sopraggiunti mettono a soqquadro tutto l'accampamento distruggendolo, ingaggia un combattimento mentale con Ruby rivelandosi più potente: quando sta per avere la meglio la ragazza riesce a far schiantare un elicottero dei militari a terra, potendo così fuggire insieme ai suoi amici.
Ciccio tuttavia rimane ferito negli scontri e non potendo aiutarlo da sola Ruby, raggiunta da Liam mentre Zu si riunisce con la cugina Hina, attiva il ciondolo datole da Cate permettendo così agli uomini della Lega di raggiungerli. Questi prendono in consegna i tre, portando Ciccio in ospedale per curarlo e cercando di reclutare Ruby e Liam, che aveva già fatto parte in passato della Lega ma era fuggito non condividendone l'ideologia. Ruby decide così di sacrificarsi per il bene di entrambi e accetta di entrare nella Lega a patto che Liam venga lasciato libero: il ragazzo le dichiara il suo amore, ma sapendo che non potrà essere felice senza di lei Ruby lo bacia cancellandogli i ricordi che la riguardano. Liam può così lasciare la casa rifugio, mentre Ruby inizia il suo addestramento per diventare a tutti gli effetti un membro della Lega.

## Personaggi
- Amandla Stenberg è Ruby Daly, una teenager dotata di eccezionali poteri che le consentono di controllare la mente e i ricordi delle altre persone, costringendole a eseguire i suoi ordini o cancellandone la memoria; fugge da un campo di detenzione del governo e si unisce a un gruppo di fuggiaschi in cerca del campo sicuro di East River.
- Lidya Jewett interpreta Ruby da piccola.
- Harris Dickinson è Liam Stewart, un ragazzo dotato di poteri telecinetici leader del gruppetto di fuggiaschi.
- Skylan Brooks è Charles 'Ciccio' Meriwether, un ragazzo dall'intelligenza eccezionale, amico di Liam.
- Miya Cech è Suzume "Zu", una ragazzina in grado di controllare l'elettricità, ultima componente del gruppo in fuga.
- Patrick Gibson è Clancy Gray, alias Slip Kid, il figlio del presidente e "capo" di East River. Insieme a Ruby, è uno dei pochi Arancioni rimasti.
- Mandy Moore è la dottoressa Cate Connor, militante della Lega dei Bambini che aiuta Ruby a fuggire da Thurmond.
- Gwendoline Christie è Lady Jane, una tracciatrice che cattura i bambini non internati nei campi in cambio di una cospicua ricompensa.
- Golden Brooks è Molly Daly, madre di Ruby.
- Wallace Langham è il dottor Viceroy.
- Mark O'Brien è Rob Meadows, un altro militante della Lega dei Bambini.
- Bradley Whitford è il Presidente Gray, presidente degli Stati Uniti e padre di Clancy.

## Produzione
Il 15 settembre 2014 è stato annunciato che la 20th Century Fox aveva acquistato i diritti del film per il romanzo per giovani adulti di Alexandra Bracken, The Darkest Minds, il primo libro della serie The Darkest Minds. Shawn Levy avrebbe prodotto il film insieme a Dan Levine e Dan Cohen attraverso 21 Laps Entertainment, mentre lo sceneggiatore televisivo Chad Hodge è stato assunto per scrivere l'adattamento. Il 12 luglio 2016 è stato riferito che la direttrice dell'animazione Jennifer Yuh era stata assunta per dirigere il film, e sarebbe stato il suo primo progetto live action.

### Cast
Il 26 settembre 2016, Amandla Stenberg si è unita al film per interpretare il ruolo principale di Ruby Daly, una ragazza di 15 anni che fugge dal campo governativo e si unisce a un gruppo di adolescenti. Il 17 gennaio 2017, è stato riferito che il nuovo arrivato Harris Dickinson aveva firmato per interpretare Liam, che sviluppa anche superpoteri dopo essere sopravvissuto alla malattia. Nel febbraio 2017, Miya Cech è stata scritturata nel suo film d'esordio per interpretare Zu, e Skylan Brooks è stato scelto nel film per interpretare Chubs. Nel marzo 2017 Mandy Moore è stata scelta per interpretare Cate, un medico e membro di un'organizzazione che sta combattendo contro il governo, e Patrick Gibson è stato scelto per interpretare Clancy Gray, il figlio del presidente, i cui poster sono dappertutto nel campo per essere "guariti" dai poteri, ha anche il potere di vedere nelle menti delle persone. Gwendoline Christie è stata anche scritturata nel film per interpretare una cacciatrice di taglie di adolescenti che fuggono dal campo.

### Riprese
Le riprese del film sono iniziate nell'aprile 2017 ad Atlanta.
Il budget del film è stato di 34 milioni di dollari.

## Promozione
Il primo trailer del film viene diffuso il 28 marzo 2018.

## Distribuzione
La pellicola è stata distribuita nelle sale cinematografiche statunitensi a partire dal 3 agosto 2018, mentre in quelle italiane dal 14 agosto.

### Divieti
Negli Stati Uniti il film è stato vietato ai minori di 13 anni non accompagnati da adulti per la presenza di violenza, immagini disturbanti e per gli elementi tematici; in Italia invece è stato classificato dalla direzione generale Cinema e audiovisivo come per tutti.

## Accoglienza

### Incassi
Il film ha incassato 41 milioni di dollari in tutto il mondo, di cui 12,6 negli Stati Uniti.

### Critica
Sull'aggregatore Rotten Tomatoes, il film riceve il 17% delle recensioni professionali positive, con un voto medio di 4,1 su 10 basato su 117 critiche, mentre su Metacritic ottiene un punteggio di 39 su 100, basato su 28 critiche.